# Protozoologia
Em biologia, denomina-se protozoologia à disciplina que estuda os protozoários, no sentido da taxonomia de Lineu, ou seja, todos os organismos eucariontes (com núcleo celular), geralmente unicelulares, heterotróficos (que não realizam a fotossíntese) e com locomoção própria, quer utilizando cílios ou flagelos, quer com movimento amebóide (mudando a forma do corpo pela emissão de pseudópodes, ou seja "falsos pés"), que estavam agrupados no filo Protozoa do reino Animalia.